# Manas (rivière)
Pour les articles homonymes, voir Manas (homonymie).
Le Manas est une rivière et un affluent du Brahmapoutre.

## Géographie

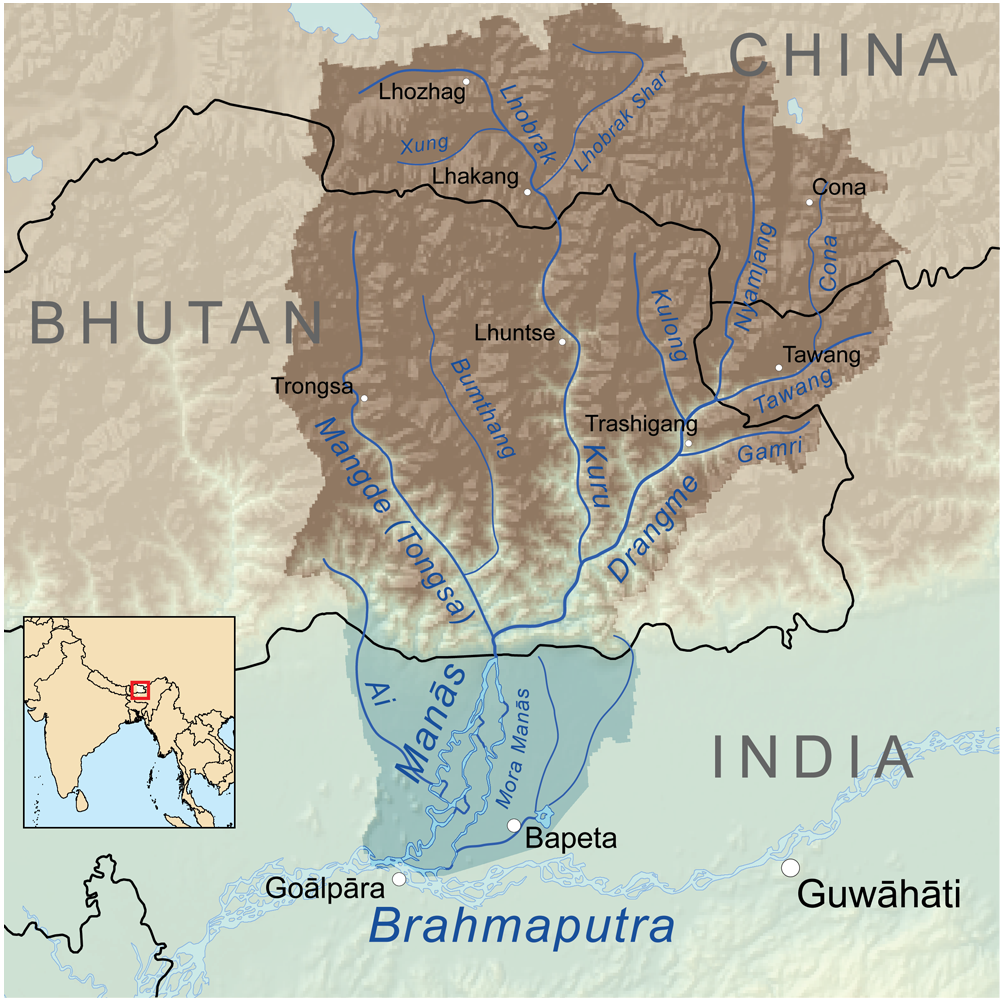
Bassin de la rivière Manas.

Il prend sa source sur le plateau du Tibet dans la chaîne de l’Himalaya, traverse du nord au sud la partie orientale du Bhoutan puis l'État indien de l’Assam après s'être jeté dans le Mangde Chhu.

## Étymologie
Il doit son nom à Manasa, déesse des serpents de la mythologie hindoue.